# Paul de Stexhe
Paul Gabriel Hyacinthe Joseph de Stexhe (Marchienne-au-Pont, 17 maart 1913 - Etterbeek, 30 september 1999) was een Belgisch politicus voor de PSC.

## Levensloop
Als doctor in de rechten, licentiaat in het notariaat en licentiaat in de politieke en diplomatieke wetenschappen aan de Université Catholique de Louvain vestigde de Stexhe zich als advocaat in Charleroi.
In 1946 vatte hij een politieke carrière aan. Voor de PSC werd hij dat jaar verkozen tot provincieraadslid van Henegouwen, een mandaat dat hij behield tot in 1958. Van 1949 tot 1958 was hij tevens ondervoorzitter van de provincieraad.
Vanaf 1950 maakte de Stexhe deel uit van het nationaal comité van de PSC. In 1958 verruilde hij de provinciale politiek voor de Senaat, waar hij tot in 1981 bleef zetelen. Van 1958 tot 1965 zetelde hij er als gecoöpteerd senator, daarna van 1965 tot 1978 als rechtstreeks gekozen senator voor het arrondissement Charleroi-Thuin en ten slotte van 1978 tot 1981 als provinciaal senator voor Henegouwen. Van 1965 tot 1966 maakte de Stexhe als minister van Franse Cultuur deel uit van de regering-Harmel. Na de val van deze regering werd hij nooit nog minister. In de Senaat was hij in de legislatuur 1968-1971 lid van de Senaatscommissie belast met de herziening van de grondwet en nam hij volhardend deel aan alle vergaderingen van deze commissie, die finaal bijdroeg aan de redactie van de nieuwe artikelen in de grondwet, die vanwege het uitvoeren van de eerste staatshervorming noodzakelijk waren. Deze staatshervorming voorzag in de oprichting van cultuurgemeenschappen en gewesten. De Stexhe beschouwde de invoering van de cultuurgemeenschappen als het sluitstuk van de institutionele transformatie van België en voorzag niet in de oprichting van gewesten die over economische autonomie zouden beschikken. Desalniettemin stemde hij, loyaal aan de partijdiscipline, in met iedere institutionele hervorming die de vorming van de gewesten verder uitwerkte.
Als gevolg van de toenmalige dubbelmandaten zetelde Paul de Stexhe tijdens zijn parlementaire carrière ook van 1971 tot 1980 in de Cultuurraad voor de Franse Cultuurgemeenschap, van 1974 tot 1977 in de voorlopige Waalse Gewestraad en van 1980 tot 1981 in de Waalse Gewestraad en de Raad van de Franse Gemeenschap. Van 1977 tot 1979 was hij de voorzitter van de Cultuurraad voor de Franse Cultuurgemeenschap. Voorts zetelde hij van 1968 tot 1977 in het Europees Parlement.